# Тексье, Шарль Феликс
Шарль Феликс Тексье (фр. Charles Félix Marie Texier; 1802—1871) — французский археолог и путешественник.

## Биография
Родился 22 августа 1802 года в Версале. 
С 1823 года изучал архитектуру в школе изящных искусств в Париже. По поручению Академии надписей и изящной словесности в 1829—1829 гг. вёл археологические раскопки в Фрежюсе и Остии; основные результаты работ были опубликованы только в 1849 году. 
В 1833 году совершил путешествие в Малую Азию, в 1834 году посетил Фригию, Каппадокию и Ликонию, в 1835 году — западное и южное побережье, в 1836 году отправился из Тарса в Трапезунт. В 1839 году вместе со своим другом графом Жобером, Ла Гишем и Лабурдоном участвовал в экспедиции в Армению, Персию и Месопотамию. В 1842 году снова посетил западное побережье Малой Азии.
В 1840 году был назначен заместителем профессора (professeur suppléant) археологии в Коллеж де Франс, а в 1843 году — генеральным инспектором гражданских зданий в Алжире. В 1855 году был избран в Академию надписей и изящной словесности.
Умер 1 июля 1871 года в Париже.

## Рекомендуемая литература
- Alexandre Portnoff A la recherche du passé. Le premier voyage en Asie Mineure de Charles Texier // Res antiquae. — 2008. — № 5. — ISSN 1781-1317. — S. 389—404.